# Адапіс
Ада́піс (Adapis) — рід викопних ссавців підряду лемуроподібних (Lemuriformes). Відомо кілька видів. Адапіси знайдені в еоценових відкладах Швейцарії, Франції й Англії.
Адапісів вважають одним з предків вузьконосих мавп, водночас адапіси мають явні ознаки спорідненості зі своїми предками — комахоїдними.